# Çiğdeli, Boztepe
Çiğdeli là một xã thuộc huyện Boztepe, tỉnh Kırşehir, Thổ Nhĩ Kỳ. Dân số thời điểm năm 2010 là 101 người.